# Miedya Mahmod

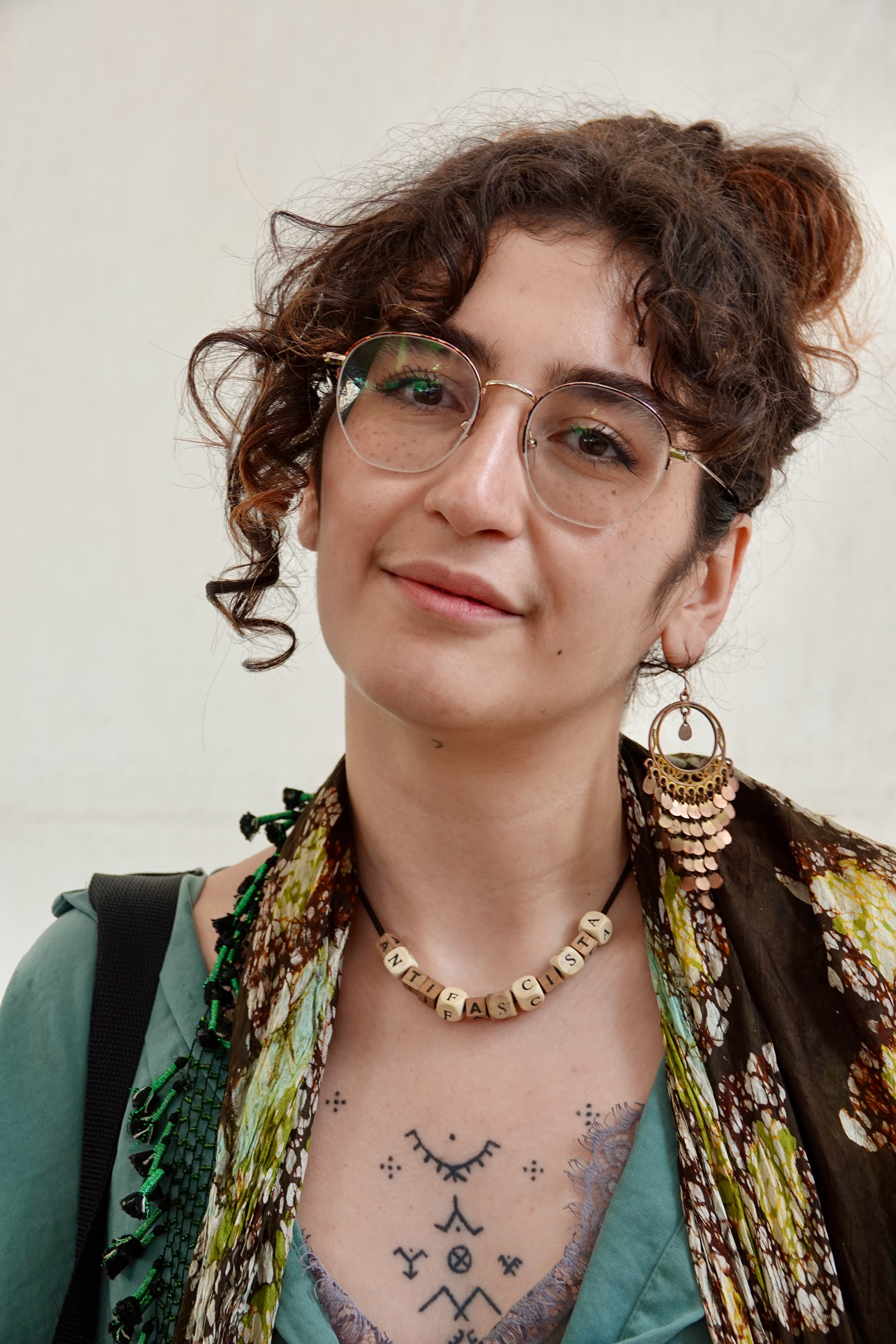
Miedya Mahmod (2024)

Miedya Mahmod (* 23. Oktober 1996 in Dortmund) ist eine deutsche Person mit irakisch-kurdischen Wurzeln, die literarische Texte schreibt, unter anderem als Spoken-Word-Artist auftritt und sich als nicht-binär begreift.

## Leben und Werk
Miedya Mahmod wuchs im Ruhrgebiet, „im Kiosk der Eltern“, auf. Seit etwa 2016 entstehen fortlaufend Spoken-Word-Texte und Gedichte in Druckform. Nach einem abgebrochenen Lehramtsstudium nahm Miedya Mahmod 2017 ein Studium der Medien- und Theaterwissenschaft an der Ruhr-Universität Bochum auf; im selben Jahr erfolgte eine Einladung zum Treffen junger Autor*innen, dem bedeutendsten bundesweiten Literaturwettbewerb für Jugendliche und junge Erwachsene. Es folgten Teilnahmen an weiteren renommierten Literaturfestivals und Wettbewerben. 2023 gewann Mahmod für den Text Hinter vorgehaltener Zunge schweigen wir oder Die Destinationale den Jurypreis beim 31. open mike in der Sektion Lyrik. Miedya Mahmod bezieht gegen Etikettierungen offensiv Stellung: „Ich will mir nicht auf die Fahne schreiben, dass ich migrantisch bin. Ich will mir auf die Fahne schreiben, dass ich auch eine Künstlerin bin.“ Über sich selbst sagt Miedya Mahmod auch: „Schreibt, arbeitet, lebt, in keiner Reihenfolge, immerzu in selben (un)möglichen Körpern.“
2024 las Miedya Mahmod auf Einladung der Jurorin Mithu Sanyal beim Ingeborg-Bachmann-Wettbewerb in Klagenfurt am Wörthersee den Text Es schlechter ausdrücken wollen. Oder: Ba, Da.

## Auszeichnungen und Stipendien
- 2023: Jurypreis beim 31. open mike
- 2024: Gewinner:in des Textstreichs 2023/24 – Wettbewerb für lyrische Texte[6]
- 2024: Residenzstipendium Literatur auf Burg Gladbach, Victor Rolff Stiftung[7]
- 2024: Nominierung für den Ingeborg-Bachmann-Preis
- 2024: Förderpreis Literaturpreis Ruhr
- 2024/25: Hauskünstler:in des Center for Literature, Annette von Droste zu Hülshoff-Stiftung[7]
- 2024/25: Artist-in-Residence Atelier Galata, Kunststiftung NRW[8]